# Moutiers-en-Puisaye
Moutiers-en-Puisaye és un municipi francès, situat al departament del Yonne i a la regió de Borgonya - Franc Comtat. L'any 2007 tenia 288 habitants.

## Demografia

### Població
El 2007 la població de fet de Moutiers-en-Puisaye era de 288 persones. Hi havia 132 famílies, de les quals 40 eren unipersonals (24 homes vivint sols i 16 dones vivint soles), 52 parelles sense fills, 28 parelles amb fills i 12 famílies monoparentals amb fills.
La població ha evolucionat segons el següent gràfic:
Habitants censats

### Habitatges
El 2007 hi havia 282 habitatges, 135 eren l'habitatge principal de la família, 131 eren segones residències i 17 estaven desocupats. 280 eren cases i 2 eren apartaments. Dels 135 habitatges principals, 114 estaven ocupats pels seus propietaris, 14 estaven llogats i ocupats pels llogaters i 7 estaven cedits a títol gratuït; 2 tenien una cambra, 13 en tenien dues, 22 en tenien tres, 36 en tenien quatre i 62 en tenien cinc o més. 105 habitatges disposaven pel capbaix d'una plaça de pàrquing. A 62 habitatges hi havia un automòbil i a 62 n'hi havia dos o més.

### Piràmide de població
La piràmide de població per edats i sexe el 2009 era:
| Homes | Edats   | Dones |
| ----- | ------- | ----- |
| 0     | 95 o +  | 0     |
| 0     | 90 a 94 | 0     |
| 0     | 85 a 89 | 0     |
| 0     | 80 a 84 | 0     |
| 24    | 75 a 79 | 16    |
| 8     | 70 a 74 | 4     |
| 12    | 65 a 69 | 12    |
| 16    | 60 a 64 | 12    |
| 12    | 55 a 59 | 4     |
| 16    | 50 a 54 | 16    |
| 12    | 45 a 49 | 4     |
| 8     | 40 a 44 | 4     |
| 8     | 35 a 39 | 16    |
| 16    | 30 a 34 | 8     |
| 0     | 25 a 29 | 4     |
| 0     | 20 a 24 | 0     |
| 4     | 15 a 19 | 8     |
| 8     | 10 a 14 | 12    |
| 4     | 5 a 9   | 8     |
| 0     | 0 a 4   | 12    |

## Economia
El 2007 la població en edat de treballar era de 177 persones, 120 eren actives i 57 eren inactives. De les 120 persones actives 107 estaven ocupades (61 homes i 46 dones) i 14 estaven aturades (5 homes i 9 dones). De les 57 persones inactives 30 estaven jubilades, 11 estaven estudiant i 16 estaven classificades com a «altres inactius».

### Ingressos
El 2009 a Moutiers-en-Puisaye hi havia 139 unitats fiscals que integraven 298,5 persones, la mediana anual d'ingressos fiscals per persona era de 17.041 €.

### Activitats econòmiques
Dels 17 establiments que hi havia el 2007, 2 eren d'empreses extractives, 1 d'una empresa de fabricació d'altres productes industrials, 2 d'empreses de construcció, 4 d'empreses de comerç i reparació d'automòbils, 3 d'empreses d'hostatgeria i restauració, 1 d'una empresa financera, 3 d'empreses de serveis i 1 d'una empresa classificada com a «altres activitats de serveis».
Dels 2 establiments de servei als particulars que hi havia el 2009, 1 era un paleta i 1 lampisteria.
L'any 2000 a Moutiers-en-Puisaye hi havia 22 explotacions agrícoles que ocupaven un total de 888 hectàrees.

## Poblacions més properes
El següent diagrama mostra les poblacions més properes.